# Pléneuf-Val-André
Pléneuf-Val-André este o comună franceză situată în departamentul Côtes-d'Armor, în regiunea Bretania.
Este cunoscută ca stațiune balneară de familie, situată pe coasta de est a golfului Saint-Brieuc, numită „côte de Penthièvre”.

## Geografie

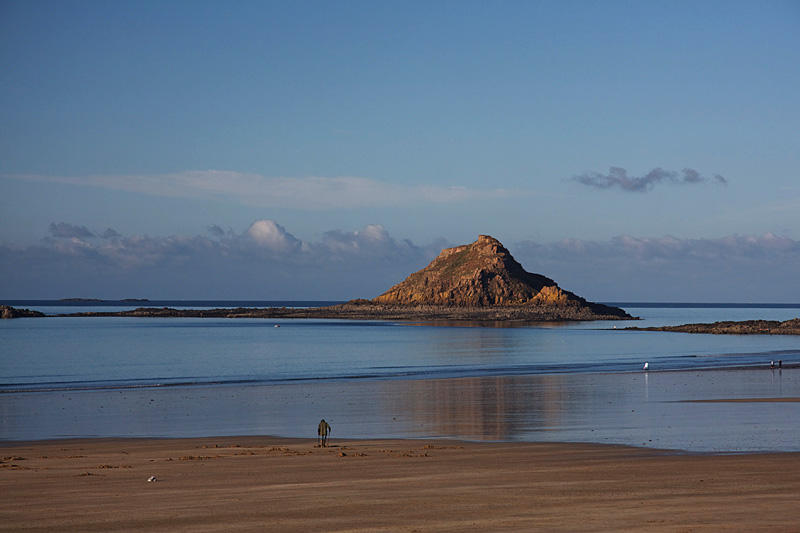
Rezervația ornitologică Verdelet.

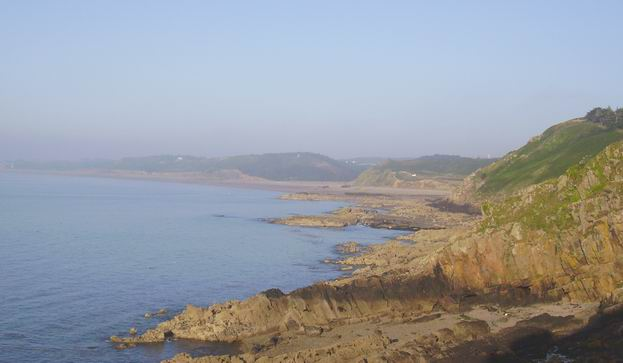
Vedere spre golfuri

### Localizare
Pléneuf-Val-André se află la 25 km est de Saint-Brieuc și la 15 km nord de Lamballe.

### Comune limitrofe
| Coasta Penthièvre |                               | Erquy       |
|                   |                               |             |
|                   | Lamballe-Armor (Planguenoual) | Saint-Alban |

### Geologie și relief
Teritoriul Pléneuf-Val-André este foarte diversificat:
- fațada sa maritimă include două porturi de agrement (Dahouët și portul Piégu), mai multe plaje (plaja mare Val-André sau Grève de Saint-Symphorien[n 2]) și coasta stâncoasă, care cuprinde:
  - la vest, vârful La Guette, o coastă stâncoasă care adăpostește portul Dahouët și două plaje mici,
  - la nord, Verdelet, o insulă de un hectar și 80 de ari[4], „piatra căzută din pantoful lui Gargantua” spune legenda, o insulă accesibilă la mareea joasă în timpul mareelor mari prin tombolo-ul său; pescuitul pe jos este posibil în stâncile de la baza stâncii principale, care formează rezervația ornitologică Edmond Tranin, interzisă accesului din septembrie până în martie,
    - nu departe de acolo, spre nord-vest, micul arhipelag al platoului Jaunes (numit și Platières), care include două insule principale pe niște bancuri de nisip semnalizate de o baliză pe un recif din apropiere,
    - mai la nord, cele două insule Comtesses, iar la nord-vest insula Rohein, unde se află un far, deoarece este înconjurată de recife semnalizate de turnuri-lanternă,

  - vârful Pléneuf, cu faleza Château-Tanguy, care atinge 72 m în înălțime și se prelungește cu Verdelet; aceasta duce la un mic belvedere, cu vedere spre insula Verdelet,
  - falezele de la Ville Pichard, traseul vameșilor care formează Promenade du Levant și leagă vârful Pléneuf de plaja Vallées[n 3],
  - o plajă vastă se întinde până la Erquy și se descompune în mai multe golfuri: golful Nantois, numit plaja Vallées în partea sa estică, cea mai frecventată (cu post de salvare), golful Nantois în sens restrâns, unde uneori pot fi văzuți caii clubului hipic din apropiere, și golful Ville Berneuf; pe înălțimi, un teren de golf cu 18 găuri oferă un frumos punct de vedere[n 4].
- zona rurală din interior, compusă din terenuri agricole, în mijlocul cărora se află satul Pléneuf;
  - drumul Vauclair leagă centrul satului de golful Nantois sau plaja Vallées,
  - la vest, valea pârâului Flora, care se varsă în mare după ce iese din moara de maree a portului Dahouët.

### Clima
În 2010, clima comunei era de tip oceanic pur, conform unui studiu realizat de CNRS, bazat pe o serie de date care acopereau perioada 1971-2000. În 2020, Météo-France a publicat o tipologie a climei din Franța metropolitană, în care comuna este expusă unui climat oceanic și se află în regiunea climatică Finistère nord, caracterizată de precipitații ridicate, temperaturi blânde iarna (6 °C), răcoroase vara și vânturi puternice. În paralel, observatorul mediului din Bretania a publicat în 2020 un zonaj climatic al regiunii Bretania, bazat pe datele din 2009 de la Météo-France. Conform acestui zonaj, comuna se află în zona „Litoral blând”, expusă unui climat vântos, cu veri temperate.
Pentru perioada 1971-2000, temperatura medie anuală este de 11,4 °C, cu o amplitudine termică anuală de 12,8 °C. Cantitatea medie anuală de precipitații este de 710 mm, cu 12,5 zile de precipitații în ianuarie și 6,4 zile în iulie. Pentru perioada 1991-2020, temperatura medie anuală observată la stația meteorologică situată în comuna Quintenic la 12 km distanță în linie dreaptă, este de 11,6 °C, iar cantitatea medie anuală de precipitații este de 769,8 mm. Pentru viitor, parametrii climatici estimati pentru comună pentru anul 2050, conform diferitelor scenarii de emisii de gaze cu efect de seră, pot fi consultati pe un site dedicat publicat de Météo-France în noiembrie 2022.

## Urbanism

### Tipologie
La 1 ianuarie 2024, Pléneuf-Val-André este clasificată drept târg rural, conform noii grile comunale de densitate cu 7 niveluri definită de INSEE (Institutul Național de Statistică și Studii Economice) în 2022. Ea aparține unității urbane Pléneuf-Val-André, o unitate urbană monocomenală care constituie un oraș izolat. În plus, comuna face parte din zona metropolitană a orașului Saint-Brieuc, din care este o comună de coroană. Această zonă, care cuprinde 51 de comune, este clasificată în zonele cu 200.000 până la mai puțin de 700.000 de locuitori.
Comuna, mărginită de Canalul Mânecii, este, de asemenea, o comună litorală în sensul legii din 3 ianuarie 1986, cunoscută sub numele de legea litoralului. Dispoziții urbanistice specifice se aplică aici pentru a proteja spațiile naturale, siturile, peisajele și echilibrul ecologic al litoralului, cum ar fi, de exemplu, principiul interdicției de construire în afara zonelor urbanizate pe fâșia litorală de 100 de metri sau mai mult, dacă planul local de urbanism prevede acest lucru.

### Utilizarea terenului
Utilizarea terenurilor din comună, așa cum reiese din baza de date europeană Corine Land Cover (CLC) privind ocuparea biogeofizică a solurilor, este marcată de importanța terenurilor agricole (56,8 % în 2018), în scădere față de 1990 (66,3 %). Distribuția detaliată în 2018 este următoarea: zone agricole heterogene (30,1 %), terenuri arabile (24,7 %), zone urbanizate (23,2 %), spații verzi artificializate, neagricole (8,2 %), păduri (7,2 %), medii cu vegetație arbustivă și/sau ierboasă (3,5 %), pajiști (2 %), spații deschise, fără sau cu puțină vegetație (0,9 %), zone umede de coastă (0,2 %). Evoluția ocupării terenurilor în comună și a infrastructurilor sale poate fi observată pe diferitele reprezentări cartografice ale teritoriului: harta Cassini (secolul XVIII), harta de stat-major (1820-1866) și hărțile sau fotografiile aeriene ale IGN pentru perioada actuală (1950 până în prezent).

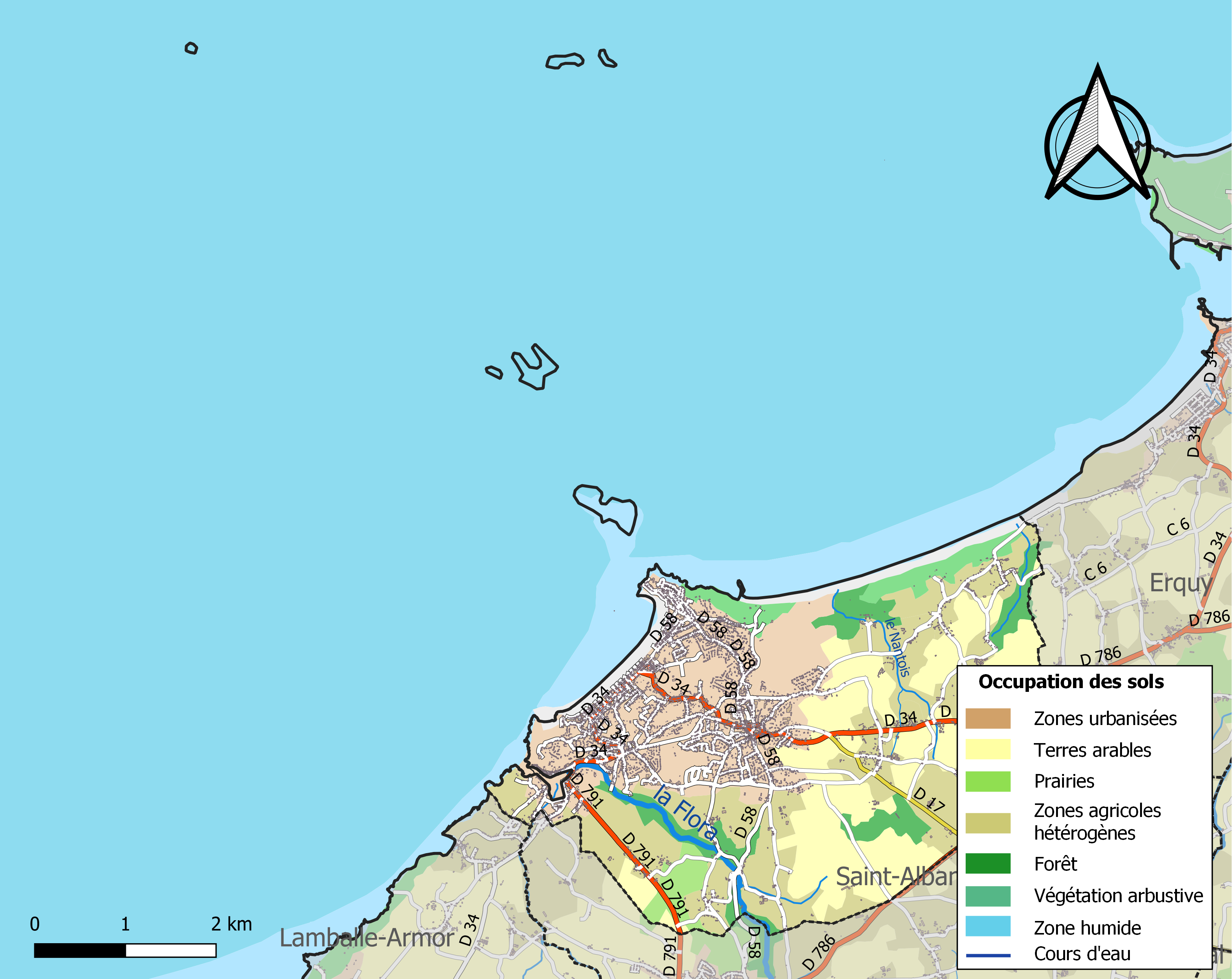
Harta infrastructurii și utilizării terenului a comunei în 2018 (CLC).

### Val-André

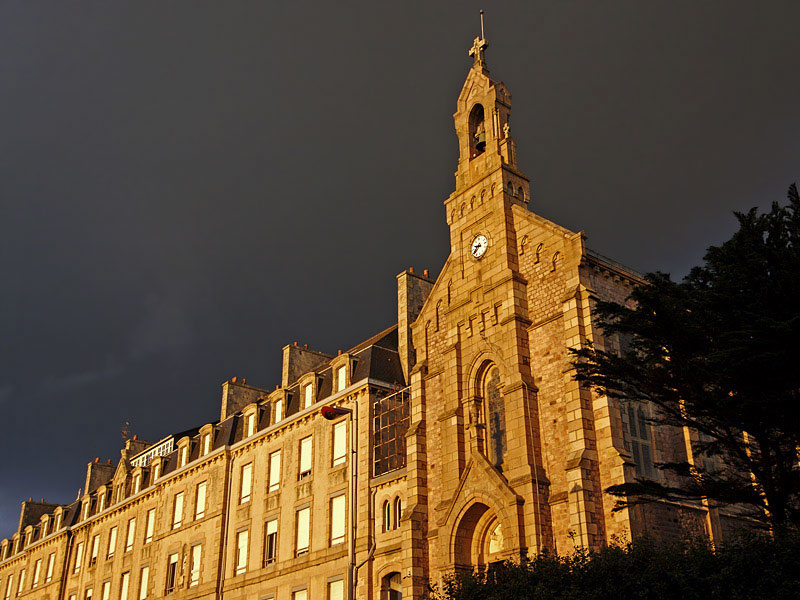
Capela Notre-Dame (care încă există) și clădirea Comunității (aflată în stânga capelei, a fost demolată în 2008).

Val-André este stațiunea balneară propriu-zisă, creată la sfârșitul secolului al XIX-lea prin construcția treptată de vile de-a lungul unei plaje de 2,5 km. Strada principală, de aceeași lungime, se întinde la aproximativ cincizeci de metri în spatele digului-promenadă și găzduiește în partea sa centrală numeroase magazine, un cazinou care oferă jocuri, baruri și restaurant, un teatru și un cinematograf, o mare capelă (capela Notre-Dame creată de călugărițele din Saint-Quay în 1890), precum și numeroase terenuri de tenis în parcul Amirauté (2 hectare).
Conform lui Jules Herbert (op. cit.), zona de coastă era în 1860 complet lipsită de locuințe. Amiralul Charner tocmai cumpărase un prim teren în 1853, dar crearea stațiunii Val-André este atribuită lui Charles Cotard, care, pe 16 mai 1880, a achiziționat o mare parte din dune și terenuri umede de pe malul mării cu acest scop. O primă stradă paralelă a fost deschisă în dune. Construcția vilelor a fost încurajată mult timp prin prețuri foarte accesibile; în 1896, prețul era de trei franci pe metru pătrat.
Această primă operațiune a fost limitată spre sud, terenurile achiziționate oprindu-se la nivelul actualei străzi des Mouettes. Dezvoltarea unei a doua faze a continuat inițiativa lui Charles Cotard, extinzând-o armonios până la terenurile mai accidentate de la nivelul zonei Murs Blancs. Construcția Grand Hôtel în 1894-1895 a fost elementul notabil al acestei a doua etape.
Domnul de Nantois, primarul din Pléneuf, a aprobat dezvoltarea stațiunii balneare și a contribuit activ la acest proces.

## Toponimie
Numele localității este atestat sub diverse forme de-a lungul timpului: Pluenot în 1167, Pluenneut în jurul anului 1330, Pleneuc în 1356, Ploeneuc în 1428, Plenent în 1444, Plenneuc în 1477, Pleunent în 1480, Pleneuc în 1510, Pleneuet în 1536, Pleneuc în 1569, Pleneult în secolul al XVI-lea și Pleneuf în 1679 și 1793.
Numele localității provine din bretona veche „ploe”, care înseamnă parohie, și de la sfântul Enoc, menționat într-un document al abației Redon în 1181-1182. Este probabil vorba despre sfântul Henwg (Henog) din Caerleon-sur-Usk, născut în secolul al V-lea, fiul lui Umbrafel și Afrelia, nepotul sfântului Budoc de Dol și fratele sfântului Magloire. De asemenea, este văr și însoțitor al sfântului Samson. Mabinogion spune despre el că este tatăl bardului Taliesin, care a construit o biserică în memoria sa la Llanhenwg. Totodată, se spune că Henwg a mers la Roma pentru a cere ajutor împotriva ereziei pelagiene, care se răspândea pe insula Bretania. Cei care vor deveni sfinții Germain din Auxerre și Loup din Troyes au fost desemnați la un conciliu să se ocupe de această problemă.
Comuna poartă numele Pléneuf-Val-André în urma decretului din 5 ianuarie 1965.

## Istorie

### Preistorie
Pe plaja Vallées, în jurul anului 1925, au fost descoperite în rămășițe ale faunei din perioada cuaternară, inclusiv mamut, precum și așchii de silex.
Săpături preventive au fost efectuate în 1987 pe un sit locuit în perioada paleolitică, în apropierea portului Piégu, în urma monitorizării arheologice și geologice realizate în cadrul unor lucrări mari de apărare împotriva mării și înainte ca faleza să fie consolidată în jurul anului 2005. Acest sit, situat la baza falezei, pe marginea drumului (cheiul Célestin Bouglé) și între două locuințe, reprezintă doar o mică parte a unui vast depozit, ale cărui urme au fost găsite și pe țărm. Terenul prezenta un complex de strate, cu o înclinare accentuată; solul ocupat de om a fost descoperit la doi metri sub nivelul cheiului. Depozitul constă într-o serie de formațiuni de origine periglaciară (trei sau patru cicluri), amestecate cu depuneri litorale și de dune (nisip calcaros).
Cel mai vechi instrument, atestă că prezența umană datează de peste 200.000 de ani. Această prezență a fost identificată în două locuri: unul la baza falezei, unde a fost găsit unelte abundente din silex cioplit; al doilea aproape de vârf, unde au fost descoperite doar câteva silexuri de calitate slabă printre un număr mare de oase de animale. Spre deosebire de ceea ce a fost anunțat în presă, nu a fost găsit niciun element uman.
Cairn-ul de la Ville-Pichard este o mărturie a prezenței umane pe teritoriul comunei în perioada Neoliticului mijlociu armorican. Acest monument funerar de tip tumul reflectă activitățile și ritualurile oamenilor din acea perioadă, confirmând o ocupație umană străveche în această regiune.

### Antichitatea galo-romană
În apropierea zonei Galimennes, un sit galo-roman a fost identificat prin prezența unor tegulae și fragmente de ceramică sigillată, împreună cu bucăți de sticlă și amfore. Aceste amfore, după ce au fost expertizate, au fost datate din secolul al III-lea. Lângă Croix des Landes, a fost descoperit un alt sit cu tegulae, la fel și în apropierea zonei Ville Bricault și a Forges de Trégo. Lângă Bois, un alt sit galo-roman a oferit tegulae, fragmente de ceramică sigillată și un fragment de amforă. În zona Cloître, situl galo-roman a fost marcat de tegulae, numeroase fragmente de ceramică comună și sigillată, precum și fragmente de ceramică databile la sfârșitul Epocii Fierului. Ceramica sigillată expertizată a fost datată din secolul al IV-lea. În apropiere de Trégo, a fost identificat un sit cu tegulae, asociat cu alte situri din perioade diferite.
Lângă stația de epurare, a fost descoperit un sit cu tegulae și ceramică galo-romană, inclusiv ceramică sigillată. Această ceramică, după ce a fost expertizată, a fost datată între începutul secolului I și sfârșitul secolului IV, cu o probabilitate maximă de producție în secolul al II-lea pentru aceste elemente importate. În aceeași zonă, un alt sit galo-roman distinct a furnizat tegulae și ceramică sigillată și comună, asociat cu structuri ortogonale, probabil galo-romane, identificate prin prospecție aeriană. Ceramica sigillată expertizată a fost datată din jurul anului 75 d.Hr. până la sfârșitul secolului IV, cu o probabilitate maximă de producție în secolul al II-lea pentru elementele importate.

### Epoca modernă
- 1783 : lucrări de îndepărtare a rocilor în intrarea portului Dahouët.

### Secolul al XIX-lea
- 1844 : Deschiderea oficiului poștal; un telegraf Chappe a funcționat, de asemenea, la Cap Tanguy (în fața insulei Verdelet).
- 1869 : Primele regate de la Pléneuf au avut loc pe 22 august (alte regate au fost organizate la Dahouët).
- 1882 : Crearea stațiunii Val-André de către inginerul Charles Cotard, colaborator al lui Ferdinand de Lesseps.
- 1884 : Construirea unei mari pensiuni de familie, numită Comunitatea, la inițiativa congregației Sacré-Cœurs de Jésus și de Marie, care achiziționase terenurile cu un an înainte; această clădire a fost înlocuită de un centru de talasoterapie în 2010.
- 1889 : Punerea pietrei de temelie a bisericii pe 9 mai (inaugurată pe 9 august 1891 de Mgr Fallières, episcop de Saint-Brieuc și Tréguier).
- 1896 : Punerea pietrei de temelie a capelei (lângă Comunitate) pe 21 decembrie (consacrată pe 11 aprilie 1899 de Mgr Morelle, episcop de Saint-Brieuc și Tréguier).

### Secolul al XX-lea

#### Primul Război Mondial
Monumentul eroilor din Pléneuf-Val-André poartă numele a 115 soldați care au murit pentru Franța în timpul Primului Război Mondial, dintre care 13 marinari dispăruți pe mare (la care se adaugă Joseph Jouan, decedat în portul Livorno), 5 soldați care au murit pe frontul belgian, 3 soldați membri ai Armatei Franceze din Orient care au murit în Balcani (inclusiv Henry Gautier, decedat la Lisabona, Portugalia, pe 31 decembrie 1918, în timp ce se întorcea de la Salonic). Ceilalți soldați, cu excepția a doi (Jean-Baptiste Ollivry și Auguste Lévené), care au murit în captivitate în Germania, au murit pe teritoriul francez. Un nume uitat este cel al lui François Hamet, ucis în Italia și înmormântat acolo.
Besnard Toussaint Emile, născut pe 4 mai 1883 la Pléneuf-Val-André, soldat în cadrul Regimentului 47 de infanterie, a fost executat pentru exemplu pe 27 octombrie 1915 la Vienne-le-Château (Marne) pentru „beție și părăsirea postului în fața inamicului”.

#### Perioada interbelică
- 1922: Din 11 iulie 1922 până la 31 decembrie 1948, o linie de cale ferată deservește Pléneuf.
- 1931: Începe construcția digului de la Piégu, finalizat în 1933.
- 1934: Deschiderea noului cazinou.

#### Al Doilea Război Mondial
Monumentul eroilor din Pléneuf-Val-André poartă numele a 41 de francezi care au murit pentru Franța în timpul celui de-Al Doilea Război Mondial, dintre care 7 marinari dispăruți pe mare și Pierre Gicquel, ucis în timpul bătăliei de la Mers el-Kébir, precum și Joseph Crolais, de asemenea marinar, decedat la Menzel Bourguiba (Tunisia), fără a omite un soldat care a murit chiar înainte de izbucnirea acestui război. Printre ei se numără Émile Renault, decedat în ziua debarcării din Normandia la Ouistreham; Yves Le Péchon și René Lesage, care au murit în timpul campaniei din Italia; Julien Hervo și Maurice Ouinguenet, decedați în captivitate în Germania.

#### După al Doilea Război Mondial
Un marinar, René Guinard, originar din Pléneuf-Val-André, a decedat accidental pe mare în 1946, în largul coastelor Saint-Mandrier. Doi soldați (Emmanuel Baudet și Robert Dayot), originari din Pléneuf-Val-André, au murit în timpul războiului din Indochina, iar șase (Michel Boucher, Pierre Buchon, Michel Daviou, Jean Le Gal, Raymond Leclerc, Louis Percepied) au murit în timpul războiului din Algeria.
- 1954: Terenul și conacul amiralului Charner sunt achiziționate de comună (actualul parc de l'Amirauté).
- 1960: Inaugurarea pe 21 august a noii primării, situată într-un mic castel de stil neogotic construit în 1884, nu departe de centrul comunei, folosind materiale excedentare destinate bisericii și granit din Île Grande.
- 1965: Pléneuf își schimbă numele în Pléneuf-Val-André.
- Sala polivalentă din Guémadeuc.
- 1974: Crearea sălii omnisport din complexul sportiv Pont-Gagnoux (6,5 ha), în apropierea satului.
- 1978: Crearea stației de epurare.
- 1980: Deschiderea piscinei acoperite de pe mont Colleux, lângă campingul municipal și la 300 de metri de plajă.
- 1985: O mențiune pentru Premiul Primei Opere este acordată arhitecților Michel Dayot și Patrice de Turenne, care au proiectat și realizat sediul companiei Davoust (comerț cu animale)[40].

### Secolul 21
- 2011: Pe 17 decembrie, s-a deschis un centru de talasoterapie Spa Marin pe locul fostei Pensiuni Notre-Dame, cunoscută și sub numele de Comunitate, al cărei clădire a fost demolată în 2008.

### Istoria insulei Verdelet
În Evul Mediu, Verdelet era un loc de cult, o ecclesia aflată sub jurisdicția episcopilor din Saint-Brieuc, iar mai târziu a fost construit un așezământ monastic: o biserică dedicată Sfântului Mihail, similară insulei cu același nume din Erquy, ambele fiind în apropierea Mont-Saint-Michel. Conform a două documente din secolul al XII-lea (1132) și al XIII-lea (1216), numele său era Saint-Michel de la Roche-Tanguy. Chiar și în 1284, un cleric de la Roche-Tanguy a fost numit de episcop rector al parohiei Saint-Martin de Lamballe, Verdelet fiind dependent de prioratul acestei parohii.
Biserica, probabil foarte modestă, era în ruine cel puțin din secolul al XVI-lea: un document din 1585 menționează o „capelă acum în ruină și degradată.” Rămășițele construcției vizibile pe vârf sunt, probabil, ultimele vestigii ale acesteia. Cu toate acestea, o hartă maritimă din 1693 indică un edificiu pe insulă numită Saint-Michel du Verdelet.
Călugării au părăsit locul de mult timp, iar, conform unui document din 1369, Verdelet depinde feudal de senioria Lamballe, probabil prin Olivier du Vauclerc, căpitanul castelului Lamballe. Acesta ar fi construit elemente de fortificație pe insulă și în față, la Château-Tanguy, ca vasal al Jeannei de Penthièvre. Mult mai târziu, în timpul războaielor Ligii, treizeci de soldați păzeau locul, conform unui document din 1595.
Ulterior, Verdelet a fost integrat în bunurile feudale comune ale senioriei Guémadeuc: asupra acestuia au fost exercitate diverse drepturi, menționate în documente fiscale. Astfel, în 1538, este menționată garenne-ul și pescuitul de pe „insula și stânca Verdelay” (Reforma generală a Penthièvre). Un document din 1585 menționează un drept de havage perceput de senior asupra peștilor pescuiți în jurul insulei.
Senioria Guémadeuc a aparținut ulterior familiei Richelieu, iar în decembrie 1679, pentru suma de o sută de mii de livre, insula, împreună cu întreaga seniorie Guémadeuc, a devenit proprietatea lui François Berthelot, comisar general al prafului de pușcă și salpetrului din Franța, care locuia la Paris. Zece ani mai târziu, acesta a oferit senioria ca dar de nuntă fiului său cel mare. În 1722, un document al nurorii sale, Agnès Rioult d'Ouilly, menționează un drept asupra midiilor colectate de pe stâncă: o „havée” cu ambele mâini. Toate drepturile au fost desființate printr-o hotărâre din 18 februarie 1741 a comisarilor desemnați pentru verificarea drepturilor maritime, din lipsa prezentării documentelor cerute conform unui decret al Consiliului de Stat.
La Revoluție, Verdelet a devenit teren comunal al noii comune Pléneuf, conform logicii legii din 28 august 1792. Scoicile de pe insulă erau o resursă alimentară pentru mulți săraci, care veneau de departe. Se știe că pe insulă erau aduse oi la păscut, menționate în relatările unor accidente: treizeci dintre ele s-au aruncat în gol în 1834; 109 s-au înecat în 1849, încercând să traverseze la fluxul crescător (eveniment relatat în „Petit guide du Baigneur”).

## Populația și societatea

### Date demografice
Evoluția numărului de locuitori este cunoscută prin recensămintele populației efectuate în comuna respectivă începând din 1793. Pentru comunele cu mai puțin de 10 000 de locuitori, un recensământ al întregii populații este realizat la fiecare cinci ani, populațiile legale pentru anii intermediari fiind estimate prin interpolare sau extrapolare. Pentru comuna respectivă, primul recensământ exhaustiv în cadrul noului dispozitiv a fost realizat în 2004.
În 2021, comuna număra 4063 locuitori, în creștere cu +1,35  % față de 2015 (Côtes-d'Armor: +1,26 %, Franța fără Mayotte: +1,84%).
| An        | 1793 | 1821 | 1841 | 1856 | 1876 | 1886 | 1901 | 1921 | 1936 | 1962 | 1982 | 2006 | 2014 | 2021 |
| --------- | ---- | ---- | ---- | ---- | ---- | ---- | ---- | ---- | ---- | ---- | ---- | ---- | ---- | ---- |
| Populație | 1246 | 1654 | 1781 | 1990 | 2230 | 2317 | 2693 | 2652 | 3112 | 3522 | 3591 | 3965 | 3999 | 4063 |

### Stațiune balneară

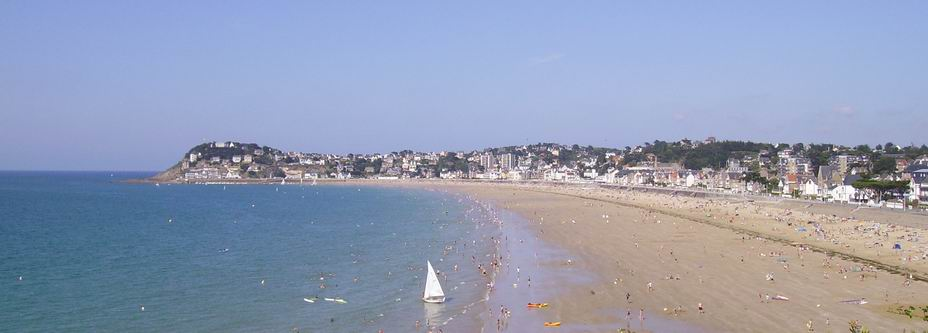
Plaja mare din Pléneuf-Val-André.

- Un prim cazinou a fost creat în 1883 într-o anexă a Hôtel de la Plage (numit Hôtel du Casino). Pe 22 aprilie 1934 s-a deschis cazinoul din Val-André, La Rotonde, situat pe digul-promenadă, oferind, pe lângă sălile de jocuri, o pistă de dans și un restaurant-bar. Clădirea sa este îmbinată cu cea a unei săli de cinema.
- Tennis - Timp de mai multe decenii, tenisul a jucat un rol important în stațiune. În prima jumătate a secolului al XX-lea, mai multe terenuri de tenis existau în partea nordică, în zona Charles-de-Ganne, frecventate de burghezia locală. Treptat, aceste terenuri au fost eliminate din cauza presiunii imobiliare, iar terenurile amenajate treptat în parcarea Amirauté au preluat ștafeta pentru a satisface publicul tot mai numeros, după democratizarea acestui sport în anii 1960. Datorită acestei tradiții și facilităților, Val-André a găzduit și continuă să găzduiască în mod regulat turnee (turneu internațional în august) pe cele zece terenuri din parcul Amirauté, majoritatea din zgură, și pe cele două terenuri acoperite din Complexul sportiv Pont-Gagnoux, situat la est de sat. Marc Gicquel (cel mai bun clasament: locul 38 ATP în 2009) a câștigat turneul estival de trei ori.
- Golf - Terenul de golf din Pléneuf-Val-André este un teren cu 18 găuri, situat într-un cadru natural excepțional (fiind clasat printre cele mai frumoase din Europa, conform ghidului Peugeot Golf Magazine U.S.), de-a lungul plajei Vallées.
- Stațiunea a deținut între 1987 și 2011 eticheta France Station Nautique. Porturile și plajele permit desfășurarea tuturor activităților nautice de pe litoral, parțial sub supravegherea profesioniștilor prezenți în trei posturi de salvare (unul la plaja Vallées). Mai multe regate au loc între martie și septembrie. Un centru nautic oferă formări necesare și închiriază echipamente (catamarane, caiace, plăci de windsurfing); acesta este situat pe înălțimile Dahouët, precum și în clădirea deschisă în 2010 în apropierea portului Piégu. Centrul gestionează și o tabără de vacanță nautică pentru tineri, în special la baza nautică Murs Blancs, la sud de plaja principală din Val-André. Comuna administrează o piscină acoperită, deschisă tot timpul anului, situată lângă cel mai apropiat camping de plaja principală, pe Monts Colleux.
- Volei de plajă - În fiecare vară, numeroși jucători de volei, atât amatori cât și profesioniști, se reunesc pe plajele din Val-André, practicând în principal formula 3x3, spre deosebire de formula olimpică 2x2. Mai multe turnee sunt organizate pe parcursul sezonului estival.
- Triatlon - Clubul Val-André Triathlon a fost creat în 2015. Acesta organizează triatloane și aquatloane în comună, în luna iulie, începând din 2017[55].

## Cultura și patrimoniul local

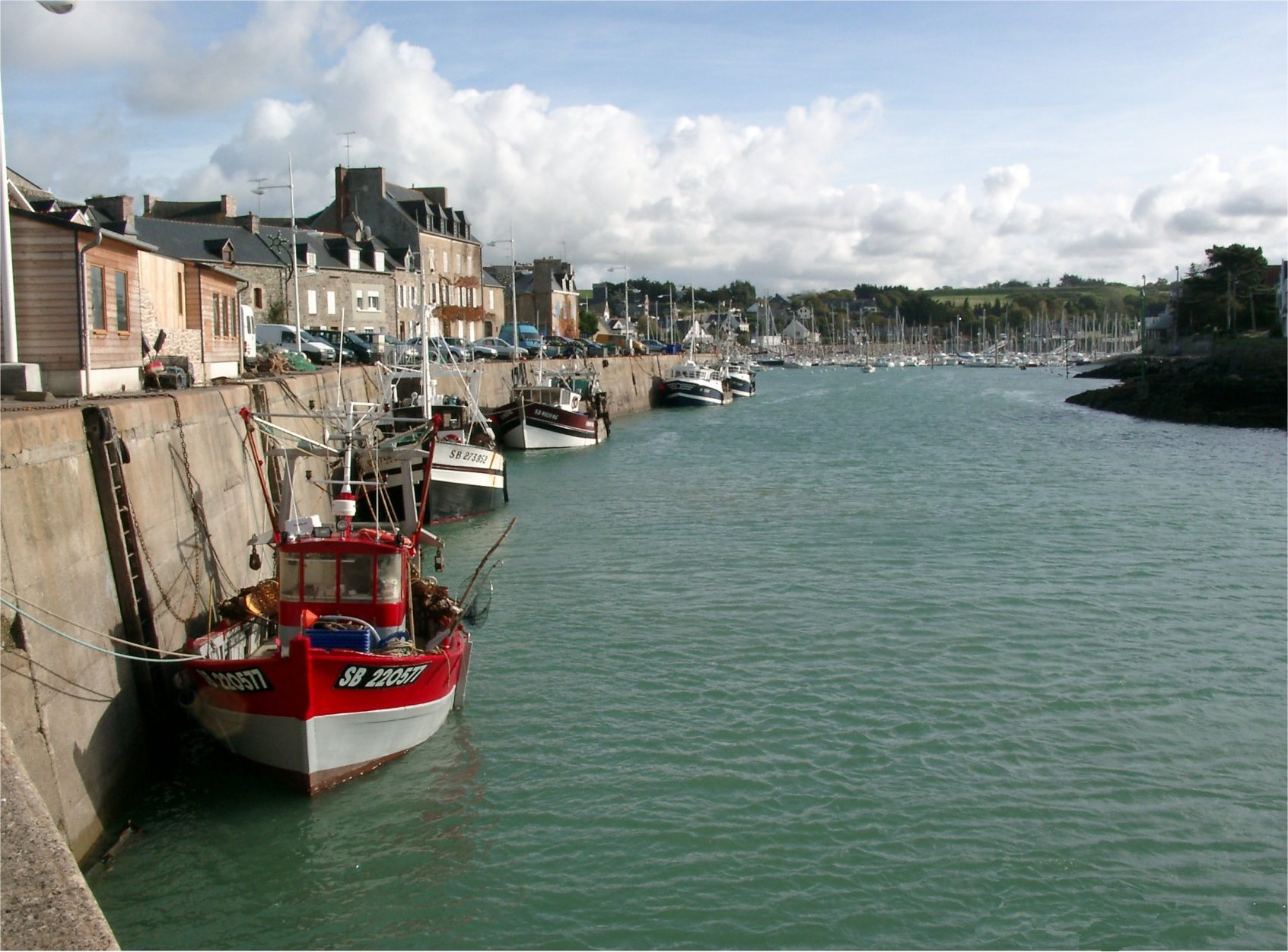
Intrarea în portul Dahouët
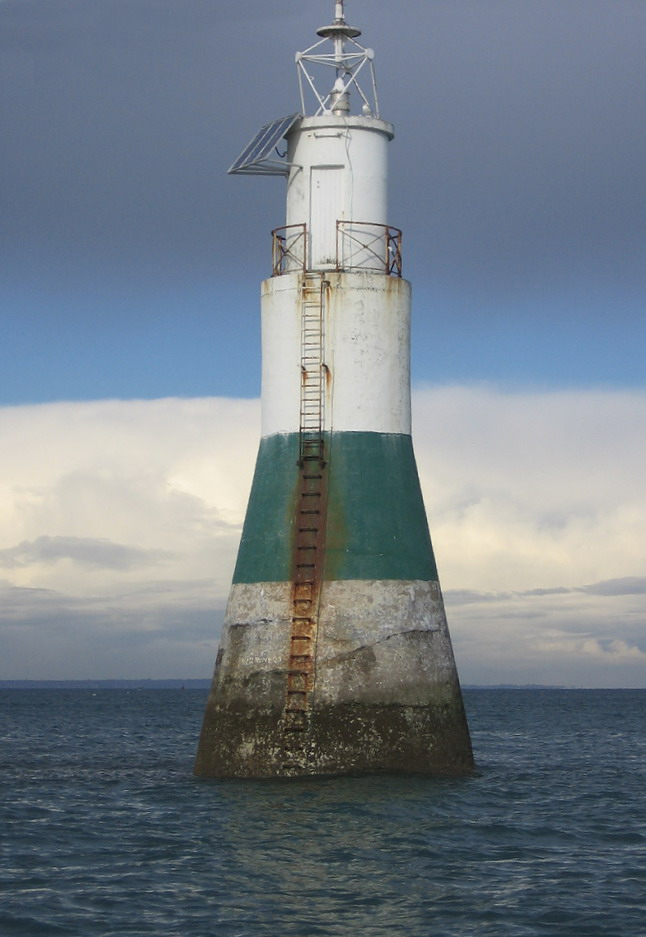
Farul de la intrarea în portul Dahouët (Feu de la passe du Dahouët)
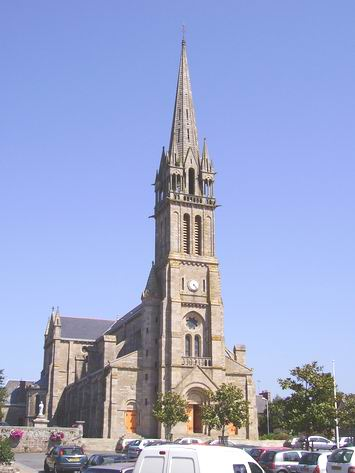
Biserica Sfântul Petru și Sfântul Pavel din Pléneuf
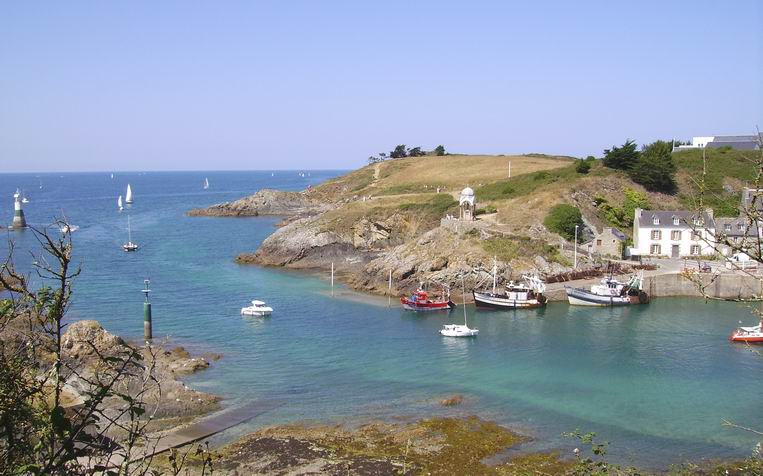
Vârful La Guette la intrarea în Dahouët

### Locuri si monumente
- Cairn-ul[n 10] de la Ville-Pichard, clasat în 1965 ca Monument Istoric[56].
- Portul Dahouët a contribuit semnificativ la prosperitatea Pléneuf; în prezent, cu patrimoniul său, câteva magazine și capacitățile portuare, acesta joacă un rol important în atractivitatea turistică a comunei.
- La Motte Meurdel: Situată în mijlocul locuințelor din sat, aceasta este formată dintr-o alternanță de straturi de argilă și mâl marin, iar originea sa rămâne obscură. Are forma unei elipse, cu o înălțime maximă de 8,70 metri și o lățime de 41 de metri.
- Conacul Vauclair, datând din prima jumătate a secolului al XVI-lea, a suferit modificări în secolul al XIX-lea. Seniorul locului avea drepturi de justiție înaltă, medie și joasă la Pléneuf. Diferitele familii proprietare au fost succesiv casele: Henri Frotier de la Messelière, apoi în secolele XV și XVI familia de la Motte d'Orfeil; în secolul al XVI-lea, Coligny; în secolele XVII și XVIII, familiile Rieux și Rosmadec; iar în Secolul al XVIII-lea, familia Keraly. Ei aveau drept de târg la capela Saint-Jacques din Saint-Alban, din 1436, drept acordat lui Guyon de la Motte de către Jean V. De asemenea, se bucurau de un drept de înmormântare, morminte, cripte și blazoane cu preeminența băncilor. Anexele și părțile agricole datează probabil din a doua jumătate a secolului al XIX-lea, iar cuptorul de plan dreptunghiular, masiv la parter, construit din gresie, granit și pudding este probabil din secolul al XVIII-lea, când a dispărut columbarul cu patru turnuri. Construcția principală este de plan dreptunghiular, cu două camere pe etaj, separate de un zid de compartimentare, construit din granit. Turnul proeminent are un acoperiș conic. Fațada include o lucarnă cu suport proeminent și gable decorat cu un scut și lei. Poarta este în arc de cerc[57]. Interiorul este decorat cu picturi și fresce, dintre care cinci au fost restaurate în 2009.
- Conacul Bellevue.
- Biserica Sfântul Petru și Sfântul Pavel, biserică parohială a arhitectului Le Guerrannic, realizată între 1889 și 1897.
- Presbiteriu, construcție din 1767, extinsă în 1833. În grădină se află o cruce redentată din secolul al XV-lea, decorată cu sculpturi în semi-relief. Pe peretele acestei case se găsesc vestigiile monumentului funerar al lui Jacques II Du Guémadeuc, datând de la începutul secolului al XVI-lea, compuse dintr-un bust și un fragment de placă funerară.
- Moulin du Tertre Oro: o moară de vânt care, deși acum nu mai are aripile sale, este vizibilă de la distanță în partea de sud a comunei.
- Viaductul Préto, distrus în 1968, era o structură impresionantă care traversa peisajul local. Deși acum nu mai există, rămâne un reper istoric important pentru comunitate, amintind de infrastructurile care au modelat regiunea în trecut.
- Vila Les Pommiers, proprietate privată situată pe avenue Jean-Richepin, este etichetată „Patrimoine du XXe siècle” și a fost parțial înscrisă în 1995 în lista Monumentelor Istorice[58].

### Personalități
- Poetul Jean Richepin (1849-1926) a construit vila La Carrière în Pléneuf și este înmormântat acolo. Colegiul public din Pléneuf poartă numele său.
- Stanisława de Karłowska (1876-1952), artistă anglo-poloneză, a locuit temporar în acest oraș.
- Charlotte Valandrey (1968-2022), actriță, și-a ales pseudonimul în referință la comuna Pléneuf-Val-André și este înmormântată acolo.
- Fabrice Jeandesboz (1984- ), ciclist profesionist pe șosea și pe pistă, a crescut la Pléneuf-Val-André.

## Înfrățiri
- Germania – Florstadt - din 2007